# 博娜·斯福爾扎
博娜·斯福爾扎（義大利語：Bona Sforza，1494年2月2日—1557年11月19日），波蘭王后與立陶宛大公夫人 ，米蘭公爵吉安·加莱亚佐·斯福尔扎的女兒。

## 家庭
1517年，博娜與波蘭國王齊格蒙特一世結婚，兩人共有1子4女：
1. 伊莎貝拉（1519年—1559年），匈牙利王后
2. 齊格蒙特（1520年—1572年），波蘭國王
3. 索菲亞（英语：Sophia Jagiellon, Duchess of Brunswick-Lüneburg）（1522年—1575年），不倫瑞克-呂訥堡公爵夫人
4. 安娜（1523年—1596年），波蘭女王
5. 卡塔齊娜（1526年—1583年），瑞典王后